# 天蝎座峰
70°31′S 67°26′W / 70.517°S 67.433°W
天蝎座峰（英語：Scorpio Peaks），是南極洲的山峰，位於帕爾默地西側，是米克爾約翰冰川和米勒特冰川的分界點，由英國南極名稱諮詢委員會命名，現時由南極條約體系管理。